# Rentekurven
Rentekurven anvendes i sammenhæng med rentestrukturer og refererer til forskellen mellem de "korte" og "lange" renter. Desto større forskel, jo stejlere siges rentekurven at være.
Rentekurven anvendes indenfor den finansielle sektor og angiver forholdet mellem effektiv rente og den resterende løbetid på obligationer (lån) med forskellige løbetider (f.eks. 3 måneder, 3 år, 30 år etc.).

## Normal rentekurve
Normalt vil rentekurven stige opad, jo længere løbetiden er for en given obligation – det vil sige, at desto længere løbetiden er for en given obligation, desto højere vil den effektive rente forventes at være.
Den højere rente på obligationer med længere løbetid skal typisk forstås som kompensation til investorerne (långiver) idet obligationer med lang løbetid bærer en større risiko for kurstab og større risiko, for at lånet ikke bliver tilbagebetalt af låntager.

## Invers rentekurve
I visse tilfælde kan rentekurven bevæge sig den modsatte vej (i situationer hvor renter på korte obligationer er væsentligt højere end på lange obligationer). Dette kaldes en invers rentekurve.

## Flad rentekurve
Hvis der ikke er forskel på de korte og lange renter, siges rentekurven at være flad.